# Ciutat Vella (distrito)

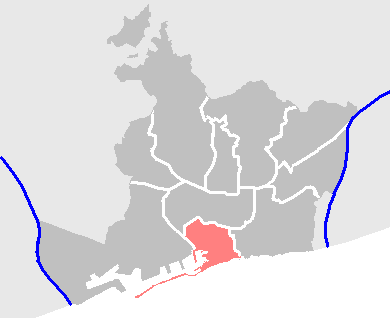
Localização do Distrito Ciutat Vella em Barcelona.

O Distrito de Ciutat Vella é um dos dez distritos em que se divide administrativamente a cidade de Barcelona. É o distrito número 1 da cidade e compreende todo o centro histórico da cidade. Têm uma extensão de 4.490 km², e uma população de 111.290 habitantes (Instituto Nacional de Estatística da Espanha - 2005). É o terceiro distrito com maior densidade demográfica da cidade, com 24.786 habitantes por quilômetro quadrado.
O Distrito de Ciutat Vella aglutina aos bairros de el Raval, el Gòtic, a Sant Pere, Santa Caterina i la Ribera e a la Barceloneta. 

## Lugares de interesse
- Praça Catalunha
- Praça Real
- Rambla de Raval
- Parque da Cidadela
- Catedral de Barcelona
- Igreja de Santa Maria do Mar
- Palácio Güell
- Liceu
- Palácio da Música Catalã
- Museu de Arte Contemporânea de Barcelona (MACBA)
- Praia de Barceloneta
- Palácio de la Generalidad
- Prefeitura de Barcelona
- Museu Picasso
- Monumento a Colón
- Porto de Barcelona
- Zoológico de Barcelona